# Buckabagoly
A buckabagoly (Staurophora celsia) a rovarok (Insecta) osztályának lepkék (Lepidoptera) rendjébe, ezen belül a bagolylepkefélék (Noctuidae) családjába tartozó faj.

## Előfordulása
A buckabagoly a mérsékelt égövben szigetszerű foltokban él, északon a 64. szélességi fokig. Különösen gyakori Németországban, továbbá Dániában, ritkább Bajorországban, az Alpok völgyeiben és Kelet-Magyarországon. Északnyugat-Európában és Angliában hiányzik.

## Megjelenése
A buckabagoly elülső szárnya 1,8–2,4 centiméter hosszú. Az elülső szárnyon látható élesen határolt, szabálytalan alakú, kanyargós szélű, világoszöld foltok alapján, amelyeket barna sávok választanak el egymástól, a buckabagoly annyira feltűnő a bagolylepkefélék között, hogy semmi mással össze nem téveszthető. Az elülső szárny külső szegélye sötétebb barna, a hátulsó szárny barnásszürke, a tövén és a közepén világosabb mezőkkel.

## Életmódja
A buckabagoly a meszes homokterületeket kedveli. Fenyvesekben és elegyes lomberdőkben, leginkább azok szélén, nyiladékain és tisztásain él. Lápokon, fenyéreken, ritkábban ligetekben, kertekben és parkokban is előfordul. Repülési ideje szeptembertől november végéig tart.

## Források

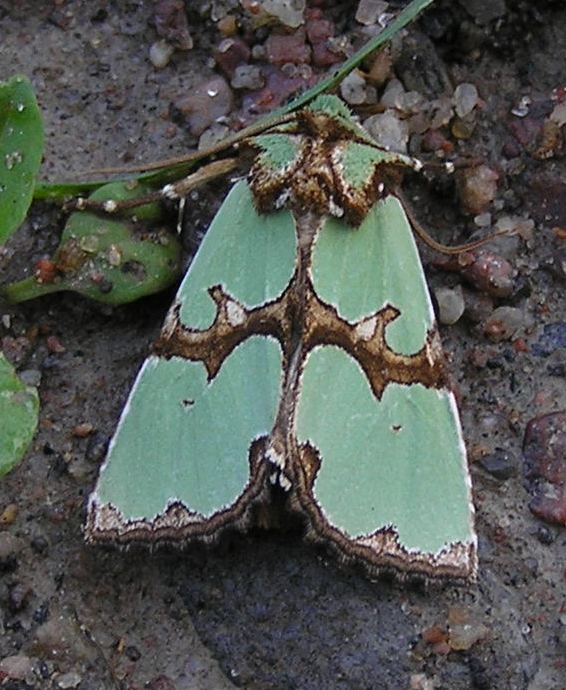
Buckabagoly a természetes élőhelyén